# 히우브랑쿠 FC

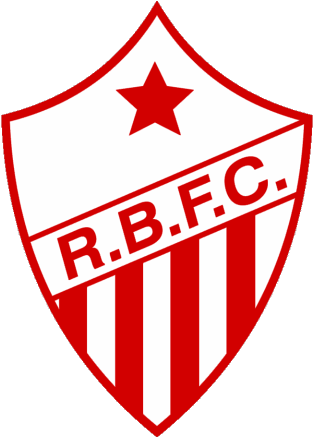

히우브랑쿠 푸치보우 클루브는 히우브랑쿠로 잘 알려진 브라질의 축구단으로 아크리주의 히우브랑쿠를 연고로 한다.

## 우승
- 코파 노르치: 1
  - 1997

- 캄페오나투 아크리아누: 44
  - 1919, 1921, 1928, 1935, 1936, 1937, 1938, 1939, 1940, 1941, 1943, 1944, 1945, 1946, 1947, 1950, 1951, 1955, 1956, 1957, 1960, 1961, 1962, 1964, 1971, 1973, 1977, 1979, 1983, 1986, 1992, 1994, 1997, 2000, 2002, 2003, 2004, 2005, 2007, 2008, 2010, 2011, 2012, 2014, 2015

## 역대 감독
| 감독                  | 임기 |
| --------------------- | ---- |
| 반데를레이 루솀부르구 | 1983 |